# جي 6 (أوروبا)
 

أعضاء G6

جي 6 (مجموعة الستة) (بالإنجليزية:G6 (Group of Six))في الاتحاد الأوروبي هي مجموعة غير رسمية من وزراء داخلية الدول الست الأعضاء في الاتحاد الأوروبي - فرنسا وألمانيا وإيطاليا وبولندا وإسبانيا والمملكة المتحدة - مع أكبر عدد من السكان وبالتالي مع غالبية الأصوات في مجلس الاتحاد الأوروبي. تأسست G6 في عام 2003 تحت اسم G5 للتعامل مع الهجرة والإرهاب والقانون والنظام. في عام 2006, انضمت بولندا إلى المجموعة, لتصبح G6.
| G6              | G6           | G6                | G6                | G6                |
| حالة            | تعداد السكان | التصويت في المجلس | التصويت في المجلس | ملاحظات           |
| --------------- | ------------ | ----------------- | ----------------- | ----------------- |
| ألمانيا         | 83،314،906   | 29                | 8.4٪              |                   |
| فرنسا           | 65.027.000   | 29                | 8.4٪              |                   |
| المملكة المتحدة | 63182000     | 0                 | 0٪                | غادرت في عام 2020 |
| إيطاليا         | 60،000،068   | 29                | 8.4٪              |                   |
| إسبانيا         | 47،016،894   | 27                | 7.8٪              |                   |
| بولندا          | 38116000     | 27                | 7.8٪              | انضمت عام 2004    |
| مجموع           | 348،658،527  | 141               | 49.3٪             |                   |

في إطار الركيزة الثالثة للاتحاد الأوروبي ، تعاون الشرطة والقضاء في المسائل الجنائية ، تكون السلطات حكومية دولية إلى حد كبير, هذا هو مجال سياسة الاتحاد الأوروبي الوحيد حيث لا يوجد احتكار للمفوضية في اقتراح القانون. في مجالات السياسة الأخرى, يمكن للمفوضية أن تخلق توازنًا بين الولايات, ولكن في هذا المجال, يكون لمجموعة الدول الست قدراً كبيراً من التأثير على اللجنة.
دعا نيكولا ساركوزي مجموعة الستة لقيادة الاتحاد بعد تخفيف المحرك الفرنسي الألماني بعد توسيع الاتحاد الأوروبي عام 2004. انتقد عدد من الشخصيات الافتقار إلى الشفافية والمساءلة في مجموعة الدول الست, لا سيما من خلال تقرير صدر في عام 2006 عن مجلس اللوردات في المملكة المتحدة.